# Pedro Rodrigues i companys màrtirs
Els Cavallers de Tavira van ésser Pedro Rodrigues, Mem do Vale, Durão (o Damião) Vaz, Álvoro Garcia (o Garcia Estevam), Estêvão Vaz (Vasques), Beltrão de Caia (Regne de Portugal, segle xiii - Tavira, Algarve, 1242), cavallers portuguesos de l'Orde de Sant Jaume morts en campanya contra els musulmans. Són venerats com a beats per l'Església catòlica, tot i que el seu culte no ha estat oficialment aprovat.

## Biografia
Cap al 1242, Paio Peres de Correia, gran mestre de l'Orde de Sant Jaume de l'Espasa, havia obtingut algunes victòries sobre els musulmans al regne de l'Algarve. En arribar el temps de la collita, els musulmans van demanar una treva de quatre mesos, que va ésser acordada amb els cavallers cristians. El mestre va donar permís a sis cavallers i el mercader jueu Garcia Roiz (o Rodrigues), comandats per Pedro Rodrigues (o Pedro Pires, comanador de l'orde a Castella), per deixar el campament i anar a caçar. Durant la caça, els cavallers arribaren a Antas, prop de Tavira, on lluitaren contra un grup de musulmans, trencant la treva.
Quan el gran mestre, que havia rebut un missatger, va arribar amb reforços, ja era tard i els sis cavallers eren morts, tot i que en l'atac havien mort gran quantitat d'enemics. Correia, indignat pel trencament de la treva, atacà i conquerí la ciutat de Tavira.
L'episodi és llegendari i no es coneix fins a quin punt és històricament versemblant.

## Veneració
Immediatament, van consagrar la mesquita de la ciutat, transformant-la en església cristiana i donant gràcies per la conquesta. L'església fou dedicada a la Mare de Déu Reina dels Àngels, i rere l'altar es depositaren les restes dels sis cavallers, honorats com a màrtirs per haver mort lluitant per la fe.
Una tradició explica que, cap al 1328, Alfons XI de Castella va assetjar Tavira i va veure sis cavallers cavalcant al cel, sobre l'església de Santa Maria, amb l'estendard de l'Orde de Sant Jaume. Sorprès, va demanar que podia ésser aquella visió i un frare del veí convent de Sant Francesc li digué que, des que eren sebollits a la ciutat, els cavallers la defensaven i protegien dels seus enemics. En senyal de respecte, el rei abandonà el setge i tornà cap al seu regne.